# Овадіс Ігор Юхимович
Овадіс Ігор Юхимович (25 травня 1952, Київ) — радянський і канадський актор театру і кіно, режисер, викладач, киянин за походженням.

## Життєпис
Народився в місті Києві. У 1973 році закінчив Ленінградський інститут театру, музики і кінематографії. Працював актором у ТЮГі імені Брянцева, у Ляльковому театрі і у театрі «Ермітаж» (у Москві). Вивчав режисуру під керіництвом Зіновія Корогодського. Володіє французькою мовою.
З 1990 року емігрував до Канади. 
З 1992 року — викладач у Монреальській консерваторії Квебека. Запрошений викладач в Університеті Квебека у місті Монреаль, де читає курс «Станіславський і Чехов». Як театральний режисер брав участь у створенні навчальних вистав за творами Горіна, Чехова, Островського, Достоєвського. Зіграв як актор низку ролей у канадських виставах і у кіно. Кінострічка «Космос», де він зіграв головну роль, отримала 1996 року приз критики на міжнародному кінофестивалі у Каннах (Франція).
Овадісу присвячена окрема стаття у енциклопедії акторів квебекського театра (Канада).

## Фільмографія
- «Крутий поворот» (1979; Олександр Миколайович (немає в титрах))
- «Професія — слідчий» (1982; Алік Гончаров, слідчий)
- «Діти капітана Врунгеля Христофора Боніфатійовича» (1986, фільм-вистава; (немає в титрах))
- «Мій ніжно коханий детектив» (1986; Джон, швейцар клубу)
- «Космос[en]» (1996; таксист-імігрант на прізвисько Космос)
- «Асфальтовий янгол[en]» (Канада, 2001; Руффало, таксист)
- «Останній тамплієр[en]» (Канада, 2009; літній чоловік у літаку)
- «Тайм-аут» (серіал, Канада, 2009—2012; Жерар)
- «Татусь[en]» (Канада, 2011; батько Давида)
- «Жертва пішака» (США, 2014; власник російської книгарні)
- «Друзі з Франції» (Німеччина, Ізраїль, Канада, Росія, Франція, 2013; М. Дуткін)
- «Наташа» (Канада, 2015; Фіма)
- «Операція „Колібрі“» (Канада, 2018; Леон Залєскі)